# Kompromissform
Kompromissform, auch Additionsform genannt, ist ein Begriff aus der Sprachwissenschaft. Es handelt sich um eine spezielle Art der sprachlichen Addition, bei der aus Sprechweisen zweier Sprachen eine dritte gebildet wird. Anders gesagt, die Sprecher in sprachlichen oder dialektalen Grenzregionen einigen sich bezüglich eines unterschiedlich verwendeten Wortes oder unterschiedlicher Ausdrucksweisen auf eine dritte Form, welche in beiden Sprachen bzw. Dialekten vorher nicht enthalten war, aber von allen gemeinsam verwendet und verstanden werden kann.
Wenn in einer Sprachvarietät der Anteil der Kompromissformen aus immer den gleichen Quellensprachen hoch ist, spricht man auch von einer Ausgleichssprache zwischen diesen Sprachen.

## Beispiele
- in den Dialekten von der Eifel bis zum Niederrhein werden Vergleiche mit „wie“ gemacht (ene Bus is jröößer wie ene Hongk), im Deutschen jedoch mit „als“ (ein Bus ist größer als ein Hund), im vermittelnden Regiolekt wird neben diesen beiden Formen auch häufig die Kompromissform „als wie“ verwendet (En Bus is gröößer als wie en Hunnd)
- der südrheinische hont (Hund) entstand aus dem honkt im Ruhr-Wuppergebiet und dem nordrheinischen honk.